# Inge Maux
Pour les articles homonymes, voir Maux.
Inge Maux, née le 2 octobre 1944 à Mettmach (Haute-Autriche), est une actrice autrichienne.

## Biographie
Inge Maux grandit principalement en Haute-Autriche. Son oncle est le compositeur Richard Maux (1893-1971), qui l'encourage artistiquement et réussit à convaincre ses parents qu'elle puisse fréquenter l'école de théâtre Krauss à Vienne. Elle prend son nom de famille comme nom de scène,.
Inge Maux est engagée comme actrice au Schauspiel Köln et au Schauspielhaus à Zurich et apparait également dans diverses comédies musicales, telles que dans Un violon sur le toit (Anatevka) à l'Opéra de Zürich où elle est Yente, dans Chicago au Theater an der Wien et dans Ich war noch niemals in New York (rôle de Maria Wartberg) au Raimundtheatertre. Elle est aussi invitée au Residenztheater à Munich, au Ernst Deutsch Theater à Hambourg, au Theater in der Josefstadt à Vienne et au Theater in der Drachengasse.
Maux est membre du Volkstheater à Vienne où elle joue les rôles de Betty Dullfeet dans La Résistible Ascension d'Arturo Ui dans les saisons 2010/11 à 2013/14, celui de Veta Louise Simmons dans Harvey, Laina dans Maître Puntila et son valet Matti et celui de Miss Krottensteine dans Du bleibst bei mir de Felix Mitterers,.
Inge Maux se marie en secondes noces à l'acteur Manfred Schmid (né le 4 avril 1940) avec qui elle vit à Artstetten en Basse-Autriche.
Elle organise des soirées spéciales avec de la musique juive. Outre son travail d'actrice, elle travaille également comme photographe et artiste peintre,.

## Filmographie partielle

### Au cinéma
- 2011 : Anfang 80
- 2012 : Paradis : Amour
- 2014 : Boys Like Us de Patric Chiha
- 2015 : Jack (de)
- 2018 : Murer – Anatomie eines Prozesses (de)
- 2020 : Notre maison hantée
- 2022 : Rimini

### À la télévision
- 2012 : Braunschlag (série télévisée)

## Distinctions
- Membre de	l'Académie autrichienne du cinéma
- 2015 : Deutsche Akademie für Fernsehen : Nomination dans la catégorie Meilleur second rôle féminin pour Spuren des Bösen – Schande[8].
- 2016 : Prix du film autrichien : Nomination dans la catégorie Meilleur second rôle féminin (Beste weibliche Nebenrolle) pour Jack (2015)[9].
- 2019 : Prix du film autrichien : Meilleure actrice de soutien (Beste weibliche Nebenrolle) pour Murer: Anatomie eines Prozesses (2018)